# Teratomyces actobii
Teratomyces actobii är en svampart som beskrevs av Thaxt. 1894. Teratomyces actobii ingår i släktet Teratomyces och familjen Laboulbeniaceae.  Arten är reproducerande i Sverige. Inga underarter finns listade i Catalogue of Life.